# Nuevo Pescadito de Málzaga
Nuevo Pescadito de Málzaga är en ort i Mexiko.   Den ligger i kommunen San Miguel Soyaltepec och delstaten Oaxaca, i den sydöstra delen av landet, 300 km öster om huvudstaden Mexico City. Nuevo Pescadito de Málzaga ligger 64 meter över havet och antalet invånare är 853.
Terrängen runt Nuevo Pescadito de Málzaga är platt österut, men västerut är den kuperad. Terrängen runt Nuevo Pescadito de Málzaga sluttar österut. Runt Nuevo Pescadito de Málzaga är det ganska tätbefolkat, med 67 invånare per kvadratkilometer. Närmaste större samhälle är Tetela, 19,1 km norr om Nuevo Pescadito de Málzaga. Trakten runt Nuevo Pescadito de Málzaga består till största delen av jordbruksmark.